# Coptocercus mutabilis
Coptocercus mutabilis là một loài bọ cánh cứng trong họ Cerambycidae.